# Эквадор на летних Олимпийских играх 1968
Эквадор принимал участие в Летних Олимпийских играх 1968 года в Мехико (Мексика) после сорокачетырёхлетнего перерыва, во второй раз за свою историю, но не завоевал ни одной медали.